# József Borovnyák

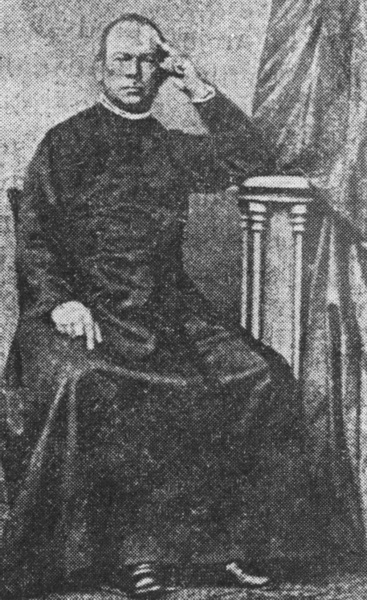
József Borovnyák (Fotografie von Johann Klein, Radkersburg).

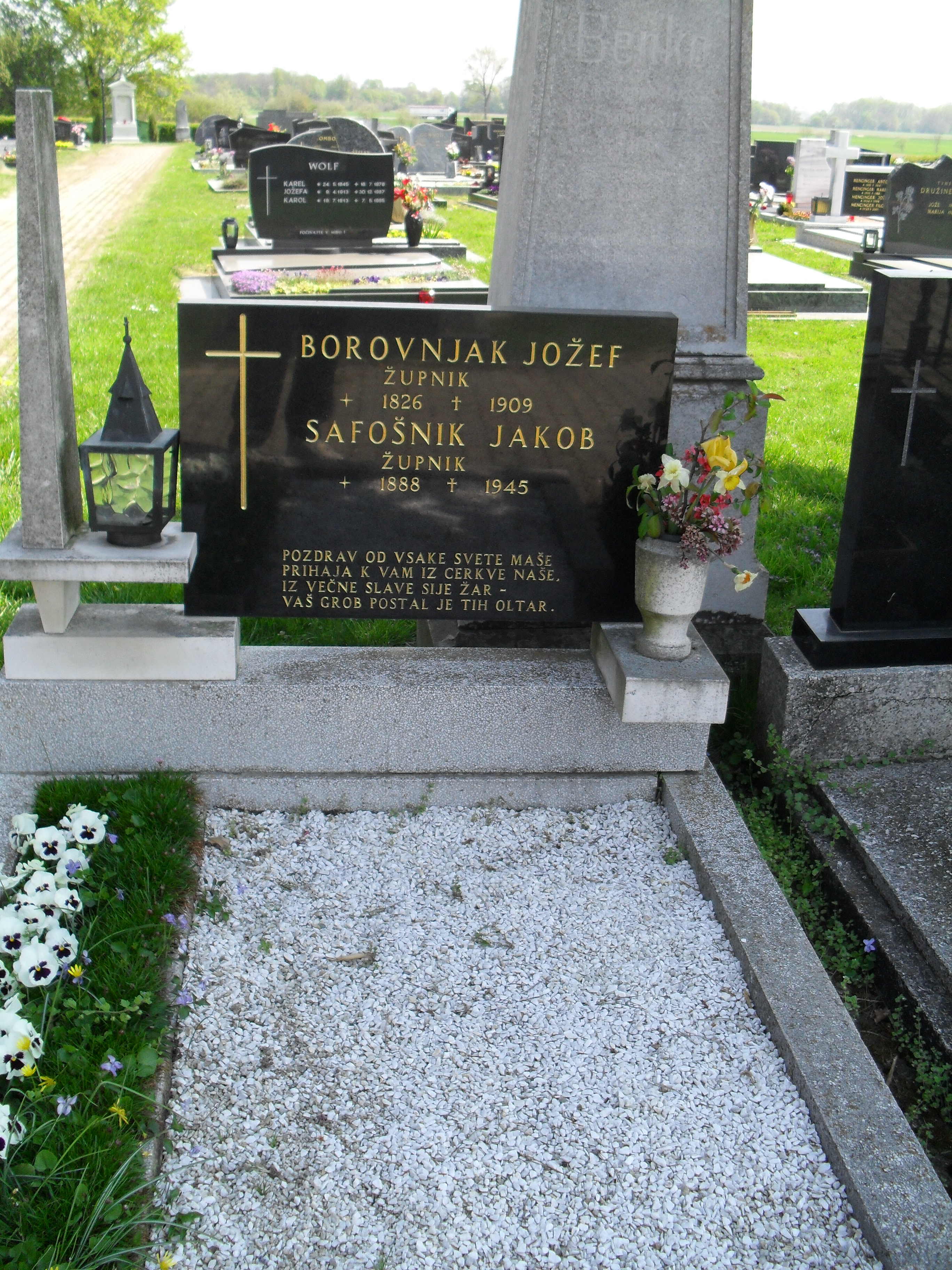
Das Grab von Borovnyák, Cankova.

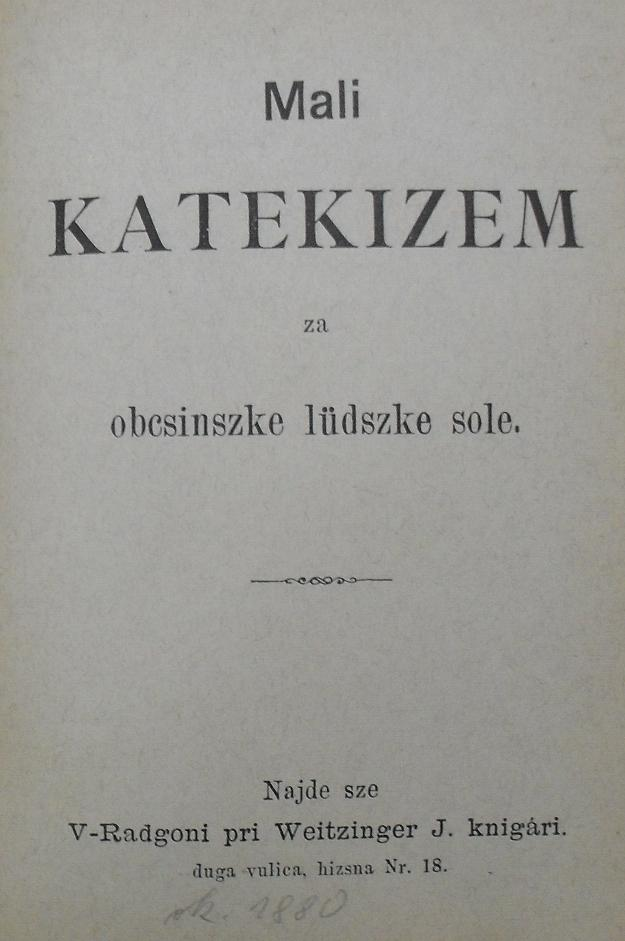
Borovnyáks prekmurischer Katechismus.

József Borovnyák (slowenisch Jožef Borovnjak; * 9. Februar 1826 in Ivanovci, Moravske Toplice, Königreich Ungarn; † 19. September 1909 in Cankova) war ein slowenischer Schriftsteller und römisch-katholischer Priester in Ungarn. Borovnyák war der Reformer der prekmurischen Literatursprache im 19. Jahrhundert.

## Leben
Borovnyák war der Sohn des Gastwirtes István Borovnyák und der Katalin Gombossy. Sechs Gymnasialklassen besuchte er in Kőszeg, die 7. und 8. Klasse in Szombathely, wo er 1851 ein Theologiestudium beendete und am 13. Juli zum Priester geweiht wurde. Unmittelbar nach der Priesterweihe war er fünf Monate Administrator in Apátistvánfalva neben Szentgotthárd. Anschließend war er zwei Monate Kaplan in Lendava und wirkte bis 1857 in Črenšovci. Bis zum 20. Juli war Borovnyák Kaplan in Olsnitz (Murska Sobota) und Sankt Georgen (Sveti Jurij, Rogašovci). Dann wurde er zum Pfarrer von Kaltenbrunn ernannt, was er bis zu seinem Tode blieb. Ab 1893 war er auch Dekan in Olsnitz.

## Wirken
Borovnyák ist Autor von religiösen und politischen Werken. Unter seinen literarischen Projekten sind die bedeutendsten die Redaktion von Miklós Küzmicss Buch Kniga molitvena (Gebetbuch), Veliki katekizmus (Großer Katechismus) und zwei neue Gebetbücher. Weiter hatte er die Redaktionen der Ausgabe des Gebetbuchs von József Kossics Jezus moje poželenje (Jesus meine Sehnsucht) und der Ausgabe von Küzmicss Evangelien inne.
Literarisches und kulturelles Ansehen erreichte Borovnyák auch durch sein Wirken auf literarischem, vermittlerischem und kulturinformatorischen Gebiet. Als nationalbewusster Priester wurde er am Anfang der 1860er Jahre Abonnent prekmurischer Zeitschriften und bald auch deren Verbreiter. Borovnyák war Verbreiter von Mohorsbüchern von Kärnten. Hiermit hat er mit der persönlichen Bekanntmachung von kulturellem Geschehen jenseits der Mur vor dem Auftreten Ferenc Ivanóczys und seines Kreises eine bedeutende literaturvermittlerische und nationalbewusste Leistung erbracht. Über die Mur hinweg hat er steirischen Berufskollegen und anderen Intellektuellen Informationen über die Tätigkeit und das Leben ungarischer Slowenen vermittelt.

## Werke
- Kniga molitvena (Gebetbuch), 1864
- Szvéta krizsna pót (Heiliger Kreuzweg), 1864
- Veliki katekizmuss (Großer Katechismus), 1868
- Dühovna hrána (Seelen-Nahrung), 1868
- Mali politicsni vodnik (Kleiner politischer Führer), 1869
- Jezus moje poželenje (Jesus meine Sehnsucht), 1875
- Szvéti Angel csuvár (Der heilige Schutzengel), 1875
- Mali katekizem za obcsinszke lüdszke sole (Kleiner Katechismus für die gemeindlichen Volksschulen), 1890
- Angelska služba (Der Dienst der Engel), 1890